# Altica aeneola
Altica aeneola är en skalbaggsart som beskrevs av J. L. Leconte 1859. Altica aeneola ingår i släktet Altica och familjen bladbaggar. Inga underarter finns listade i Catalogue of Life.